# Les assembleistes
Les assembleistes (en grec antic: Ἐκκλησιάζουσαι) és una obra teatral d'Aristòfanes escrita l'any 392 aC i semblant a Lisístrata en el sentit que gran part de la comèdia procedeix de la participació de les dones en la política, tot i que està molt més infosa pels problemes de gènere que aquesta. Aquesta obra mostra també un canvi en l'estil de la comèdia grega clàssica, després del curt període d'oligarquia després de la Guerra del Peloponès, o almenys un intent de canvi. Sembla ser una barreja dels dos estils que funciona al principi, però fracassa al final.
L'obra tracta sobre un grup de dones, amb una dirigent que es diu Praxàgora. Aquesta ha decidit que les dones han de convèncer els homes perquè els cedeixin el control d'Atenes, ja que elles podran governar-la millor del que ells ho han fet. Les dones, disfressades d'homes, s'esmunyen en l'assemblea i voten la mesura, convencent alguns homes perquè votin per ella, perquè, diuen, és l'única cosa que no han provat encara.
Les dones instituïxen, llavors, un govern on l'estat dona aliment, llar i cura en general a tots els atenesos. Imposen una idea d'igualtat, permetent que qualsevol home dormi amb qualsevol dona, amb l'única condició que ho faci abans amb una dona lletja per poder fer-ho després amb una de maca. Això reflecteix un punt de vista sobre les dones de l'època: ja que mai posseïen res i havien de compartir-ho tot, era més probable que les dones volguessin posseir coses en comú. La igualtat obligatòria també és, en certa forma, una declaració política a més de social. Després de l'oligarquia governant que va seguir fins a la fi de la guerra, els atenesos van fer valer la seva democràcia i igualtat amb molta força, fins al punt que, encara que era una clara exageració, l'obra va deixar segurament clara la seva opinió sobre l'excessiva democràcia. És una obra clarament política, perquè ofereix una solució, en aquest cas còmica, als problemes de la ciutat d'Atenes.
Hi ha una escena en la qual dos homes conversen. Un d'ells està d'acord amb el nou govern, i dona les seves propietats a les dones i obeeix les seves ordres. L'altre no desitja renunciar a les seves propietats, però està més que disposat a aprofitar el menjar gratuït.
Com a curiositat, l'obra conté la paraula grega més llarga coneguda, que és el nom d'un plat.